# Nicola di Bartolomeo da Foggia

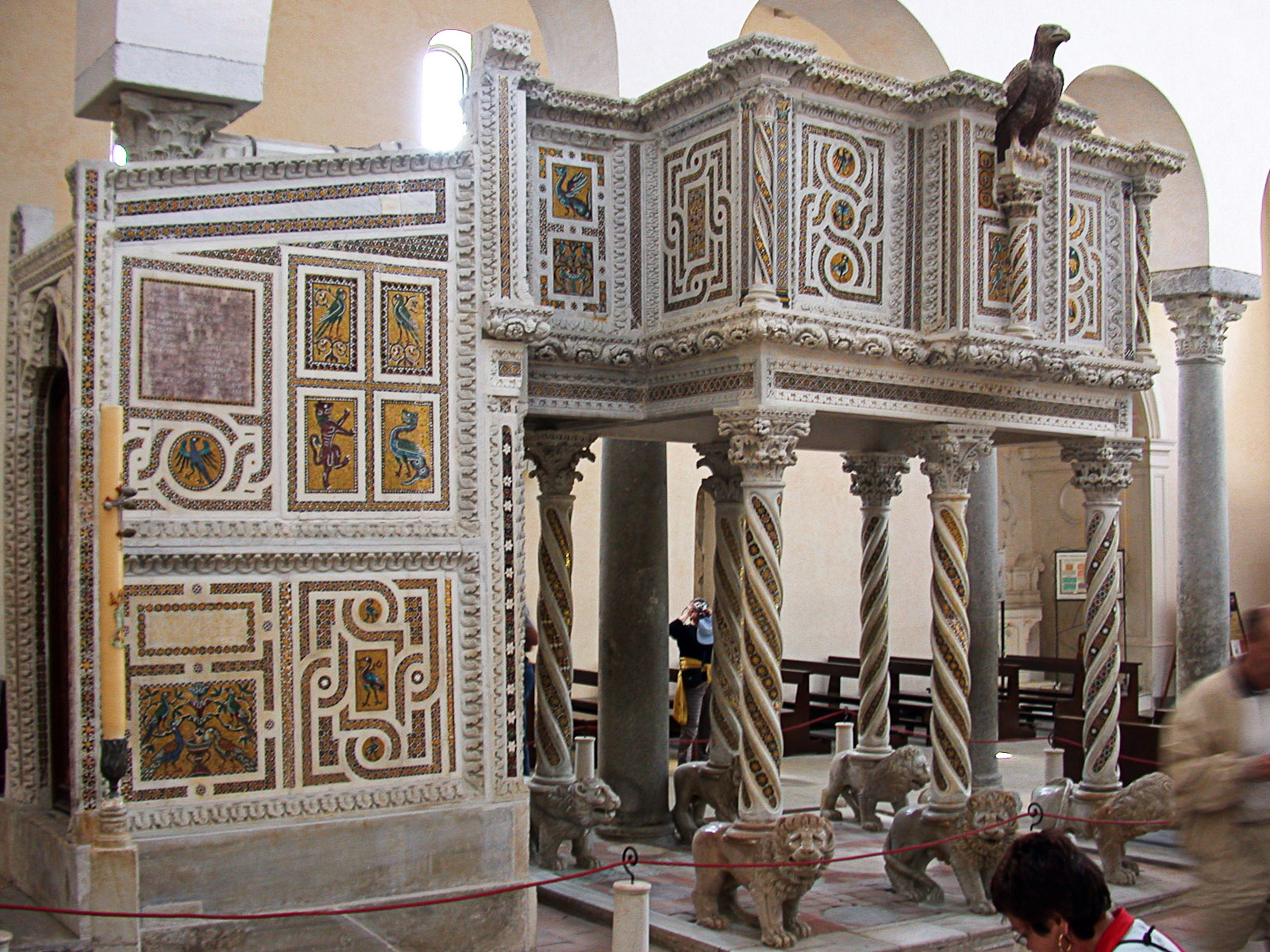
Duomo di Ravello, ambone del Vangelo
Nicola di Bartolomeo da Foggia, 1272.

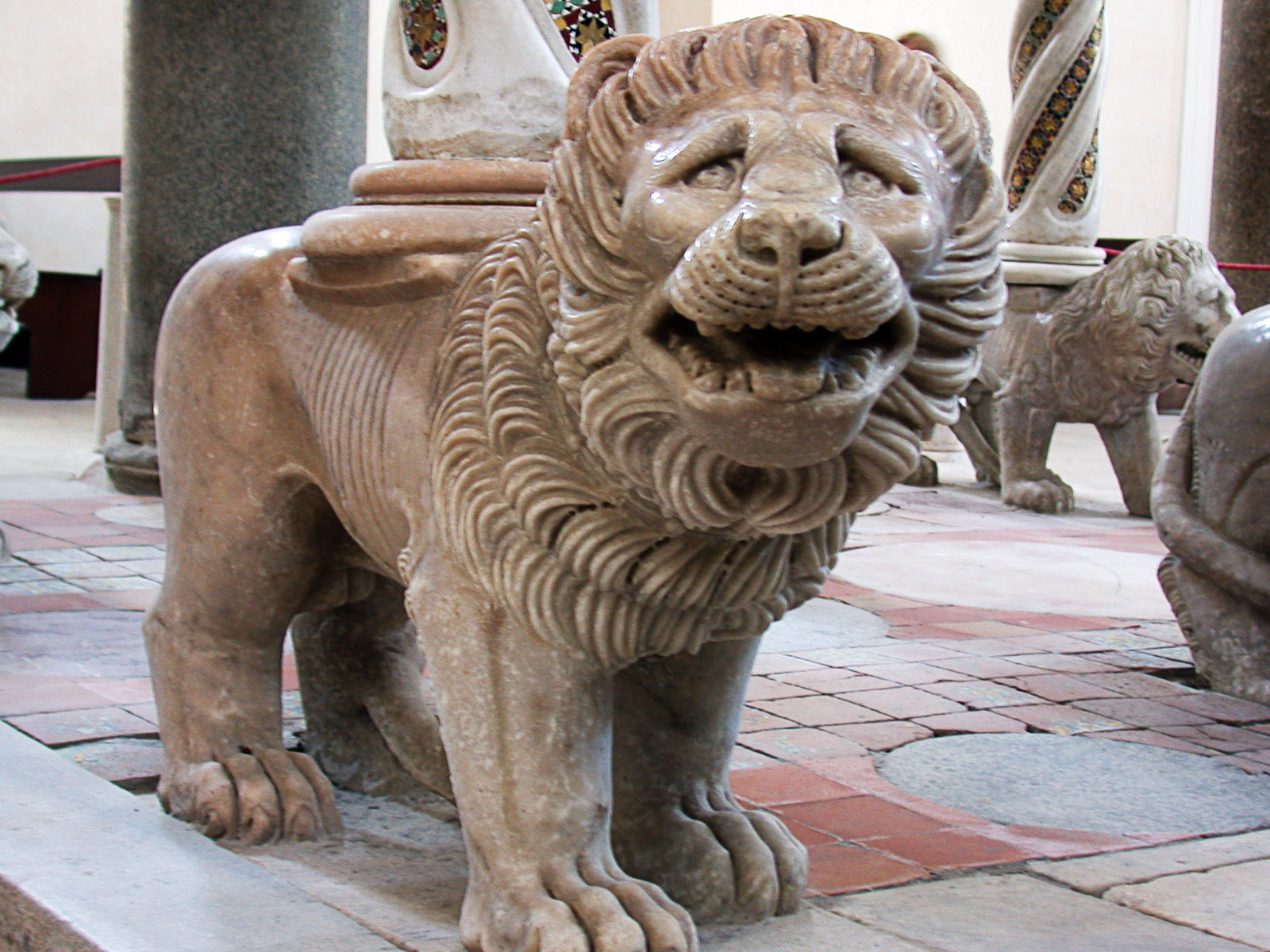
Ravello, ambone di Nicola di Bartolomeo,
particolare di leone stiloforo.

Nicola di Bartolomeo (Foggia, ... – ...; fl. XIII secolo) è stato uno scultore italiano attivo nella seconda metà del XIII secolo in Italia meridionale.

## Biografia
Di lui si sa che nel 1275 lavora nella Fortezza di Lucera con Pierre de Chaulnes, architetto francese.

Le sue riconosciute capacità di artista inducono successivamente Carlo I d'Angiò a richiederlo per lavorare alle sculture della cistercense abbazia di Santa Maria di Realvalle, in costruzione nei pressi di Scafati.

Entrambi i monumenti sono caduti in rovina e purtroppo non è stato possibile recuperarne testimonianze concrete del suo lavoro di scultore.
A Ravello è invece l'ambone del Vangelo nel duomo, eseguito nel 1272 su commissione di Nicola Rufolo, membro della famiglia ravellese potente per i suoi rapporti finanziari con la corte angioina. L'opera si presenta come una splendida commistione di scultura e di campiture a mosaico.
Alcuni studiosi gli attribuiscono anche il busto di Sigilgaida Rufolo esposto nel Museo del Duomo: in passato il busto era collocato sull'arco d'ingresso all'ambone stesso.
Analoga attribuzione è riferita alla Testa di donna coronata conservata al Metropolitan Museum di New York.